# An Socach (Glen Ey)
Der An Socach ist ein als Munro und Marilyn eingestufter, 944 m (3.097 ft) hoher Berg in Schottland. Sein gälischer Name kann in etwa mit Vorstehender Ort, Der Schnabel oder Die Schnauze übersetzt werden.
Er liegt in der Council Area Aberdeenshire in den Grampian Mountains, etwa 45 Kilometer nordwestlich von Blairgowrie and Rattray und 10 Kilometer südwestlich von Braemar in einer unbewohnten Berglandschaft. Der An Socach gehört zu einer Gruppe von Munros westlich des von der A93 genutzten Cairnwell Pass in diesem auch als Mounth bezeichneten Teil der Grampian Mountains. Er liegt zwischen dem oberen Ende des Glen Ey des Ey Burns und dem Tal des Baddoch Burn, beides Seitentäler am Oberlauf des River Dee. Wie die meisten Berge in diesem Teil der Grampians wird er von weiten Moos- und Heideflächen dominiert, seine gerundeten Hänge weisen überwiegend moderate Steigungen und im Gipfelbereich weitflächige Stein- und Geröllfelder auf.

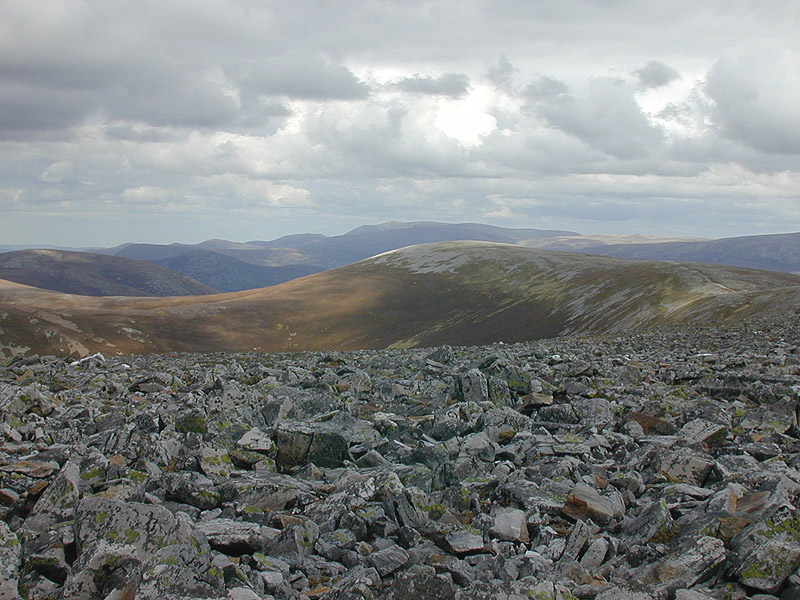
Blick vom Hauptgipfel entlang des Grats nach Osten, im Hintergrund die Berge östlich des Cairnwell Pass mit dem Lochnagar

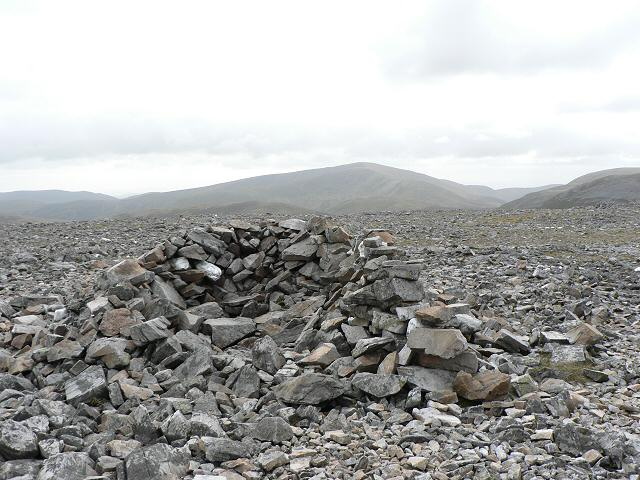
Der Gipfelcairn des An Socach, im Hintergrund der südlich gelegene Glas Tulaichean

Der An Socach ist ein gewundener, etwa drei Kilometer langer, ungefähr in Ost-West-Richtung verlaufender breiter gerundeter Bergrücken, sein höchster Punkt liegt am westlichen Ende des breiten Gipfelgrats. Außer dem Hauptgipfel weist der An Socach an seinem östlichen Ende einen weiteren, 938 Meter hohen Gipfel auf, der wie der Hauptgipfel durch einen Cairn markiert ist. Vom Hauptgipfel läuft ein breiter, aber beidseits steile Hänge aufweisender Grat nach Norden direkt in das Glen Ey. Zwei weitere breite Grate gehen vom östlichen Gipfel aus. Ein kurzer breiter Grat führt in Richtung Nordwesten zum 862 Meter hohen Vorgipfel Càrn Cruinn, ein wesentlich längerer, plateauartiger Rücken führt nach Norden bis zum steil über dem Glen Ey aufragenden, 853 Meter hohen Creag an Fhuathais. Nach Osten führt ein kurzer Grat zum Vorgipfel Socach Mòr und fällt dann sanft zum Baddoch Burn ab.
Die meisten Munro-Bagger besteigen den An Socach ausgehend von einem Parkplatz an der A93 nördlich des Cairnwell Pass beim Abzweig zur kleinen Ansiedlung Baddoch. Der Zustieg führt von dort entlang des Baddoch Burn bis zum Beginn des Ostgrats. Über den Socach Mòr und wird der breite Gipfelgrat am östlichen Gipfel erreicht, von dort ist der Hauptgipfel über Stein- und Geröllfelder entlang des breiten Gipfelgrats zu erreichen. Alternativ kann der Berg auch durch das Glen Ey erreicht werden, allerdings erfordert dies einen deutlichen längeren Anmarsch. Ausgangspunkt ist hier die kleine Ansiedlung Inverey im oberen Dee-Tal. Bei der verfallenen Altanour Lodge abzweigend führt der Zustieg über die Nordseite des Berges zwischen Nordgrat und Càrn Cruinn zum Hauptgipfel.